# Бабе (Њемачка)
Бабе (њем. Baabe) општина је у њемачкој савезној држави Мекленбург-Западна Померанија. Једно је од 42 општинска средишта округа Риген. Према процјени из 2010. у општини је живјело 888 становника. Посједује регионалну шифру (AGS) 13061003.

## Географски и демографски подаци
Бабе се налази у савезној држави Мекленбург-Западна Померанија у округу Риген. Општина се налази на надморској висини од 10 метара. Површина општине износи 2,3 km². У самом мјесту је, према процјени из 2010. године, живјело 888 становника. Просјечна густина становништва износи 393 становника/km².